# Deutsche Sozialdemokratische Partei Polnisch-Oberschlesiens
Die Deutsche Sozialdemokratische Partei Polnisch-Oberschlesiens (DSP) war eine Partei der deutschen Minderheit in der Zweiten Polnischen Republik, die zwischen 1922 und 1939 bestand. Ab 1925 bildete die DSP einen Regionalverband der Deutschen Sozialistischen Arbeitspartei Polens (DSAP) für Schlesien. Die Partei vertrat sozialdemokratische Positionen.
Die DSP wurde am 26. März 1922 als Zusammenschluss der Deutschen Sozialdemokratischen Partei Ostschlesiens (Teschener Schlesien) (gegründet vor 1920) und der Unabhängigen Deutschen Sozialdemokratischen Partei [Ost-]Oberschlesiens (gegründet 1921, analog zur USPD in Deutschland) gebildet.
Vorsitzender in Kattowitz war 1922 bis 1939 Johann Kowoll (1891–1942). Vorsitzender in Bielitz waren Franz Hönigsmann, Hugo Fender, Siegmunt Glücksmann und Philipp Follmer.

## Nationale Wahlen
Zu den Wahlen zum Sejm und Senat trat die DSP 1922 bzw. die DSAP 1928 und 1930 auf einer gemeinsamen Liste der Polnischen Sozialistischen Partei (PSP) an. 1922 konnte die Partei 3 Sejm-Abgeordnete und einen Senator stellen. 1928 waren es ebenfalls drei Sejm-Abgeordnete und ein Senator. 1930 trat die DP im Rahmen des Deutschen Wahlblocks an. Mandate konnten in Schlesien nicht errungen werden.

## Schlesische Wahlen
Bei den Wahlen zum Schlesischen Sejm trat die DSP bzw. DSAP auf einer eigenen Liste an.
| Wahlperiode                    | Stimmen | Prozent | Mandate |
| ------------------------------ | ------- | ------- | ------- |
| I. Wahlperiode 1922            | 25.759  | 6,7 %   | 2       |
| II. Wahlperiode Mai 1930       | 25.513  | 4,2 %   | 1       |
| III. Wahlperiode November 1930 | 27.256  | 5,0 %   | 2(*)    |

(*) Die Zugewinne resultierten aus der Streichung der Liste des Deutschen Wahlblocks im Wahlkreis 1.
| Wahlperiode      | Abgeordneter        | Anmerkung |
| ---------------- | ------------------- | --------- |
| I. Wahlperiode   | Karl Buchwald       |           |
| I. Wahlperiode   | Johann Kowoll       |           |
| II. Wahlperiode  | Siegmunt Glücksmann |           |
| III. Wahlperiode | Siegmunt Glücksmann |           |
| III. Wahlperiode | Johann Kowoll       |           |

Im Parlament gehörten die Abgeordneten der DSP bis 1926 zum Deutschen Klub und ab 1926 zur Fraktion der PPS/DSAP.